# Protocolo de transferencia de medios
El protocolo de transferencia de medios (en inglés: Media Transfer Protocol o MTP) es un conjunto de extensiones a protocolo de transferencia de imágenes, creado por Microsoft, para permitir al protocolo su uso con otros dispositivos además de cámaras digitales, como por ejemplo reproductores de audio digitales, y otros dispositivos digitales portátiles.
MTP está fuertemente relacionado con Windows Media Player.
El grupo de trabajo de dispositivos del USB Implementers Forum, estandarizó MTP como una clase de dispositivo Universal Serial Bus (USB) en mayo de 2008. MTP es, desde entonces, una extensión oficial a PTP y ambos comparten el mismo código de clase.

## General
Los dispositivos que usan MTP funcionan a través del conector físico USB.
Su propósito principal es la transferencia de archivos informáticos multimedia y sus metadatos a/desde dispositivos, con la posibilidad de controlar remotamente el dispositivo, leyendo o estableciendo algunos de sus parámetros como por ejemplo los relacionados con la gestión de derechos digitales (DRM). El dispositivo también puede usar MTP para enviar eventos al ordenador al que está conectado.
La razón fundamental para usar MTP frente a los medios de almacenamiento USB (Clase de dispositivo de almacenamiento masivo USB, USB Mass Storage o USB MSC) es que permite a los dispositivos tener un sistema de archivos propio, mientras que los que funcionan con USB MSC casi siempre usan FAT. Cuando un periférico que usa FAT se conecta a una computadora, esta "se apropia" del sistema de archivos y por lo tanto el dispositivo no puede por sí solo añadir, eliminar, ejecutar o renombrar ficheros durante el tiempo que está conectado sin arriesgarse a corromper el sistema de archivos. MTP (o PTP) no impone este bloqueo. Además gestiona cuando un dispositivo se desconecta en medio de una transferencia, situación en la que un sistema de archivos FAT se corrompería.

## Implementaciones
MTP está en vías de estandarización, y disponible en diversas plataformas.
- Windows XP soporta MTP si está instalado Windows Media Player 10 o superior o en su defecto el reproductor libre Songbird. Windows Vista y superiores soportan MTP directamente.
- Xbox 360.
- Linux puede usar MTP por medio de:
  - libgphoto2: una  biblioteca que soporta PTP con algunas extensiones MTP. Originalmente fue diseñada para acceder a cámaras PTP.
    - la línea de comandos de gphoto2.
    - gPhotofs permite montar cualquier dispositivo MTP o PTP usando "FUSE" (Filesystem in Userspace) y libgphoto2.[3]
    - Banshee permite usar MTP por medio de libgphoto2.
    - F-Spot permite usar MTP por medio de libgphoto2.

  - libmtp:[4] biblioteca compartida que implementa el protocolo MTP.
    - MTPFS:[5] módulo de espacio de usuario FUSE permite montar cualquier dispositivo MTP.
    - gnomad2.[6]
    - MTPdude[7] (aparentemente su desarrollo está paralizado).
    - Amarok (software).
    - Clementine (software).
    - Rhythmbox: desde la versión 0.11.1.
- Mac OS X soporta MTP por medio de XNJB (XNJB también usa libmtp).[8]
- Symbian OS v9.5 permite usar MTP para imágenes, música y vídeos.[9]
- Android utiliza MTP a partir de la versión 3.0 (HoneyComb) para tabletas. En teléfonos móviles se utiliza a partir de la versión 4.0 (Ice Cream Sandwich).